# Stellidia ocina
Stellidia ocina är en fjärilsart som beskrevs av Druce 1900. Stellidia ocina ingår i släktet Stellidia och familjen nattflyn. Inga underarter finns listade i Catalogue of Life.